# میدلند (کارولینای شمالی)
میدلند (به انگلیسی: Midland) شهری در ایالت کارولینای شمالی کشور ایالات متحده آمریکا است که جمعیت آن در سرشماری سال ۲۰۱۰ میلادی، ۳٬۰۷۳ نفر بوده‌است.